# Matrimonio igualitario en Egipto
Egipto no reconoce matrimonio igualitario ni las uniones civiles entre personas del mismo sexo.
La Constitución de Egipto no prohíbe expresamente el matrimonio entre personas del mismo sexo. El artículo 10 de la Constitución establece: "La familia es la base de la sociedad y se basa en la religión, la moral y el patriotismo. El Estado protege su cohesión y estabilidad, y la consolidación de sus valores".El derecho personal y familiar en Egipto (por ejemplo, las leyes relativas al matrimonio, el divorcio y la herencia) se rigen por el derecho religioso del individuo. Como la ley religiosa de todas las religiones oficialmente reconocidas en Egipto (la principal de ellas el Islam y el cristianismo copto ortodoxo) no reconoce las relaciones entre personas del mismo sexo como legítimas, la ley egipcia sólo reconoce el matrimonio entre un hombre y una mujer. Uniones civiles (en árabe: اتحاد مدني‎, ittiḥād madaniyy ,pronunciado /it.tiˈħaːd ˈmadanij.j/) en Egipto no se reconoce a las parejas del mismo sexo un subconjunto de los derechos y beneficios del matrimonio.
En diciembre de 2014, un tribunal de apelaciones redujo de tres años a un año las sentencias impuestas a ocho hombres acusados de albergar un matrimonio entre personas del mismo sexo. Los hombres fueron acusados de "incitar al libertinaje y ofender la moral pública",luego de que se publicara un vídeo en YouTube en septiembre de 2014 que mostraba a dos de los hombres intercambiando anillos en un barco en el Nilo.

## Antiguo Egipto
Según interpretaciones comunes de la Torá, (Levítico 18:3)alude a la práctica de que el Antiguo Egipto permitía que dos mujeres o dos hombres se casaran entre sí. El caso más conocido de posible homosexualidad en el Antiguo Egipto es el de los dos altos funcionarios Khnumhotep y Niankhkhnum. Ambos hombres vivieron y sirvieron bajo el faraón Nyuserre Ini durante la Quinta Dinastía.Khnumhotep y Niankhkhnum tenían cada uno sus propias familias con hijos y esposas, pero cuando murieron, sus familias aparentemente decidieron enterrarlos juntos en la misma tumba mastaba. En esta mastaba, varias pinturas representan a ambos hombres abrazándose y tocándose la cara nariz con nariz. Estas representaciones dejan mucho lugar para la especulación, porque en el Antiguo Egipto el contacto nariz con nariz normalmente representaba un beso. En otras imágenes, Khnumhotep ocupa la posición habitualmente designada para una esposa, lo que lleva a especulaciones de que los tenían una relación romántica.
Los egiptólogos e historiadores no están de acuerdo sobre cómo interpretar las pinturas de Khnumhotep y Niankhkhnum. Algunos estudiosos creen que las pinturas reflejan un ejemplo de homosexualidad entre dos hombres casados y prueban que los antiguos egipcios aceptaban las relaciones entre personas del mismo sexo.Otros eruditos no están de acuerdo e interpretan las escenas como una evidencia de que Khnumhotep y Niankhkhnum eran gemelos, incluso posiblemente siameses.Aún no está claro qué visión exacta fomentaban los antiguos egipcios sobre la homosexualidad y las uniones entre personas del mismo sexo. La inscripción de las tumbas de Khnumhotep y Niankhkhnum puede sugerir que la homosexualidad era aceptada, y los documentos del antiguo Egipto nunca afirman claramente que las relaciones entre personas del mismo sexo fueran consideradas reprensibles o despreciables. Por lo tanto, muy probablemente fue tolerado, ya que nunca ha habido pruebas que sugieran lo contrario.

## Oasis de Siwa
El Oasis de Siwa, ubicado en el extremo occidental del país entre el Gran Mar de Arena y la Depresión de Qattara, es de especial interés para los antropólogos debido a su aceptación histórica de la homosexualidad masculina y los rituales que celebran los matrimonios entre personas del mismo sexo.El egiptólogo alemán Georg Steindorff exploró el Oasis de Siwa en 1900 e informó que las relaciones homosexuales eran comunes y a menudo se extendían a una forma de matrimonio, conocida en Siwi como áʕṛus (ⴰⵄⵕⵓⵙ): "La fiesta de casamiento de un niño se celebraba con gran pompa, y el dinero pagado por un niño a veces ascendía a quince libras, mientras que el dinero pagado por una mujer era un poco más de una libra".Mahmud Mohammad Abd Allah, escribiendo sobre las costumbres de Siwan para el Museo Peabody de Arqueología y Etnología en 1917, comentó que aunque los hombres de Siwan podían tomar hasta cuatro esposas, "las costumbres de Siwan no permiten que un hombre tenga más que un niño al que está vinculado por un estricto código de obligaciones."A finales de la década de 1940, un comerciante de Siwan le dijo al novelista británico Robin Maugham que las mujeres de Siwan estaban "gravemente descuidadas", pero que los hombres de Siwan "se matarían entre sí por [un] niño. Nunca por una mujer", aunque como Maugham señaló que para entonces estos matrimonios se habían vuelto ilegales.
Estas uniones involucraban la unión de muchachos adolescentes y hombres adultos solteros, pertenecientes a una casta guerrera que protegía el Oasis de los merodeadores del desierto y trabajaban como jornaleros agrícolas. Entre la casta guerrera, estas relaciones entre personas del mismo sexo eran reconocidas formalmente cuando el hombre ofrecía un regalo al padre del niño como en un matrimonio heterosexual.
El arqueólogo egipcio Ahmed Fakhry, que estudió al pueblo de los Siwi, observó en 1973 que "mientras los Siwan todavía vivían dentro de su ciudad amurallada, a ninguno de estos solteros se le permitía pasar la noche en la ciudad y tenían que dormir fuera de las puertas... En tales circunstancias, no es sorprendente que la homosexualidad fuera común entre ellos... Hasta el año 1928, no era inusual que algún tipo de acuerdo escrito, que a veces se llamaba contrato matrimonial, se hiciera entre dos hombres; pero desde la visita del rey Fuad I de Egipto a este oasis ha sido completamente prohibida... Sin embargo, tales acuerdos continuaron, pero en gran secreto, y sin la escritura real, hasta el final de la Segunda Guerra Mundial. Ahora la práctica no se sigue."